# Kraeneveldhoeve

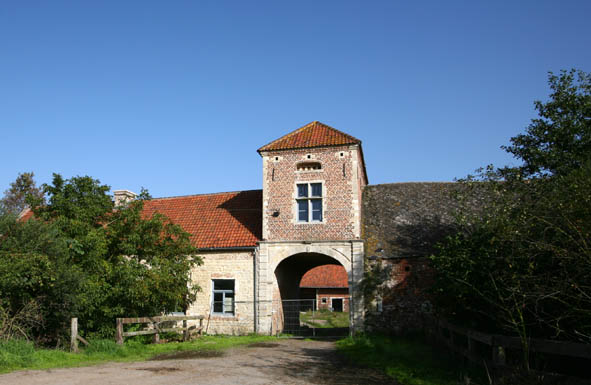
De hoeve (2006)

De Kraenenveldhoeve, ook genoemd Hoeve Craeneveld, is een boerderij gelegen in het Belgische Haacht, aan de gemeentegrens met Rotselaar. Het oudste gedeelte van de hoeve dateert uit de 16e eeuw, maar de meeste bouwdelen komen uit de 17e eeuw. De gebouwen liggen rondom een vierkante binnenhof die bereikbaar is via het poortgebouw.
De hoeve staat op de locatie van het voormalige 13e-eeuwse kasteel Hof ter Hofstad.
De hoeve ligt vlak bij de festivalweide van Rock Werchter en is onder andere gebruikt om tijdens het festival de politiepaarden te stallen.
- Inventaris van het Bouwkundig Erfgoed (Vlaanderen): 41863